# 비어 머니 Inc.

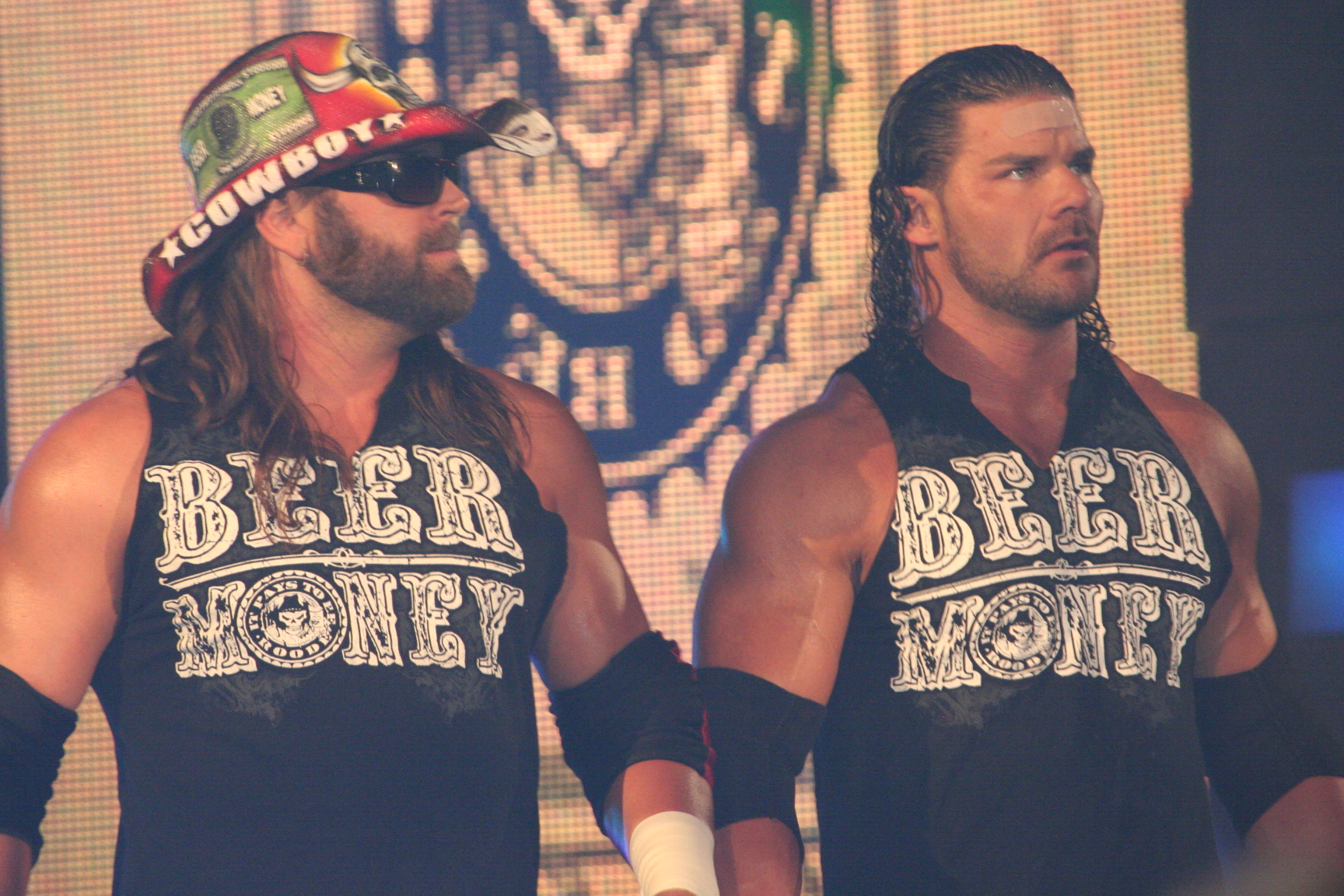
비어 머니 Inc.의 2008년 모습

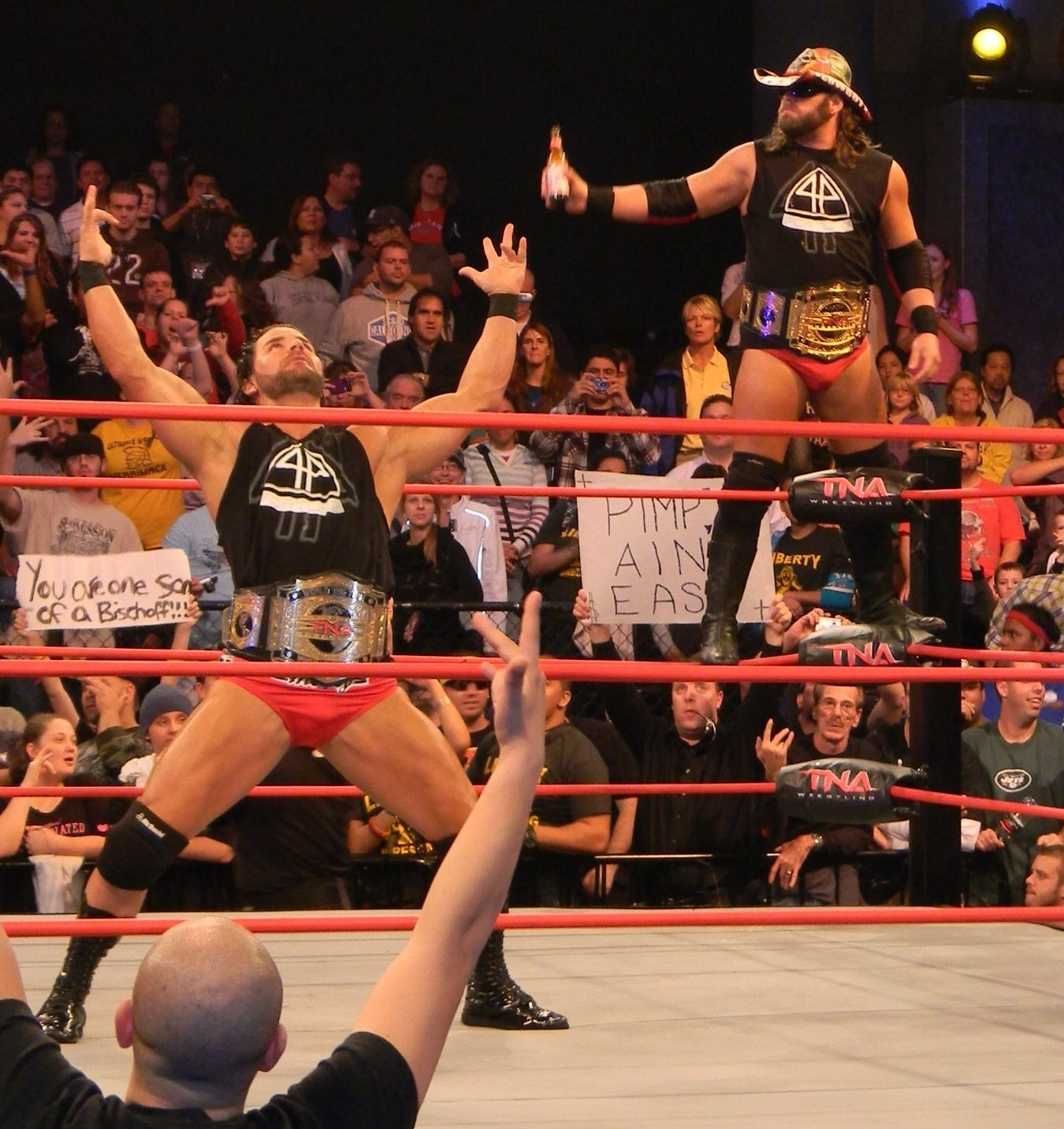
2011년 1월 다시 TNA 월드 태그팀 챔피언이 된 비어 머니 Inc.

비어 머니 Inc.는 TNA에서 활동하던 프로레슬링 선역 태그팀이다. 결성시절부터 악역과 선역을 오간 태그팀이다. 스테이블 포튠의 일원이기도 하였다. 2011년 11월 해체된다. 하지만 제임스 스톰이 다시 TNA로 돌아오자 바비 루드와함께 다시한번 비어 머니 Inc.을 재결성한다. 그러나 2016년 3월 루드가 TNA를 떠나면서 재결성 3개월만에 두번째 해체를 맞이한다.

## 레슬링
- 레슬링 기술
  - 로버트 루드
    - 페이 오프 (브릿지 피셔맨 수플렉스)

  - 제임스 스톰
    - 라스트 콜 (슈퍼킥)

  - 비어 머니 Inc
    - Dringking While Investing

## 챔피언
- TNA
  - TNA 월드 태그팀 챔피언 5회

## 같이 보기
- TNA